# Earophila
Earophila är ett släkte av fjärilarsom beskrevs av Carl von Gumppenberg 1887. Earophila ingår i familjen mätare, Geometridae.

## Dottertaxa tillEarophila, i alfabetisk ordning[1]
- Brungul fältmätare Earophila badiata

- Earophila badiata fennokarelica
- Earophila badiata tellensis

- Earophila badiiplaga
- Earophila chillanensis
- Earophila crepusculata
- Earophila oculisigna
- Earophila semna
- Earophila switzeraria
- Earophila vasiliata

## Bildgalleri

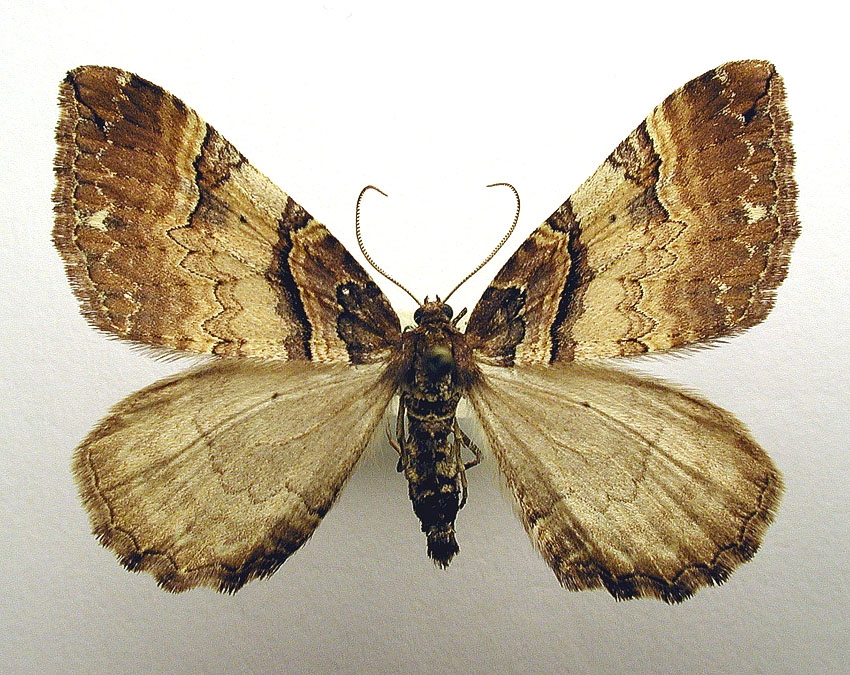
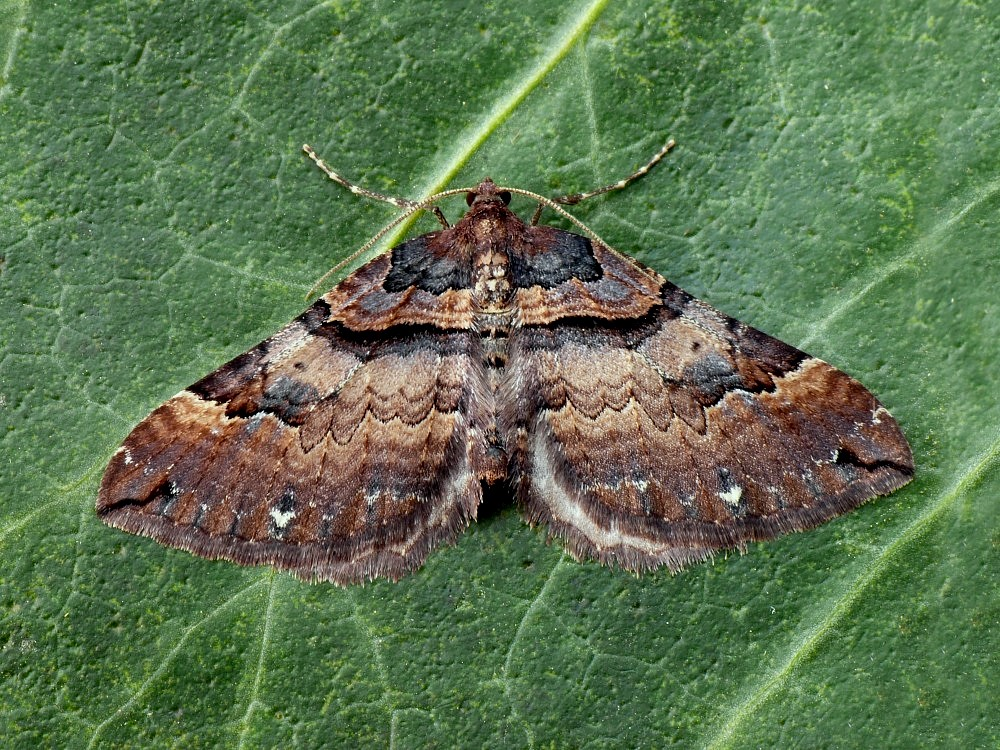
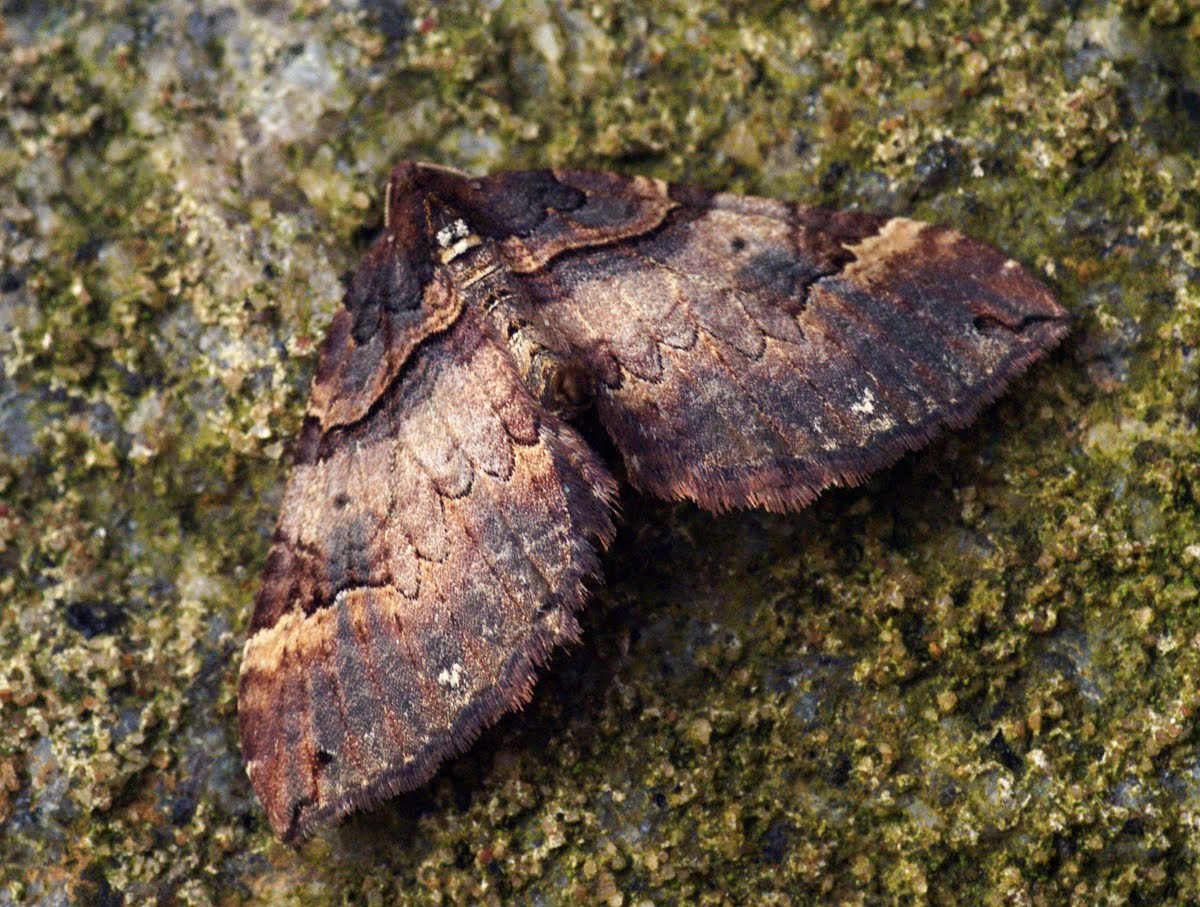